# Burgkloster (Lübeck)
El Monasterio del Castillo, originalmente "monasterio de María Magdalena", es un antiguo monasterio dominico en Lübeck . Se encuentra en el norte del casco antiguo entre la puerta de la ciudad llamada del castillo (Burgtor) y la plaza de Koberg .

## Historia

### Castillo

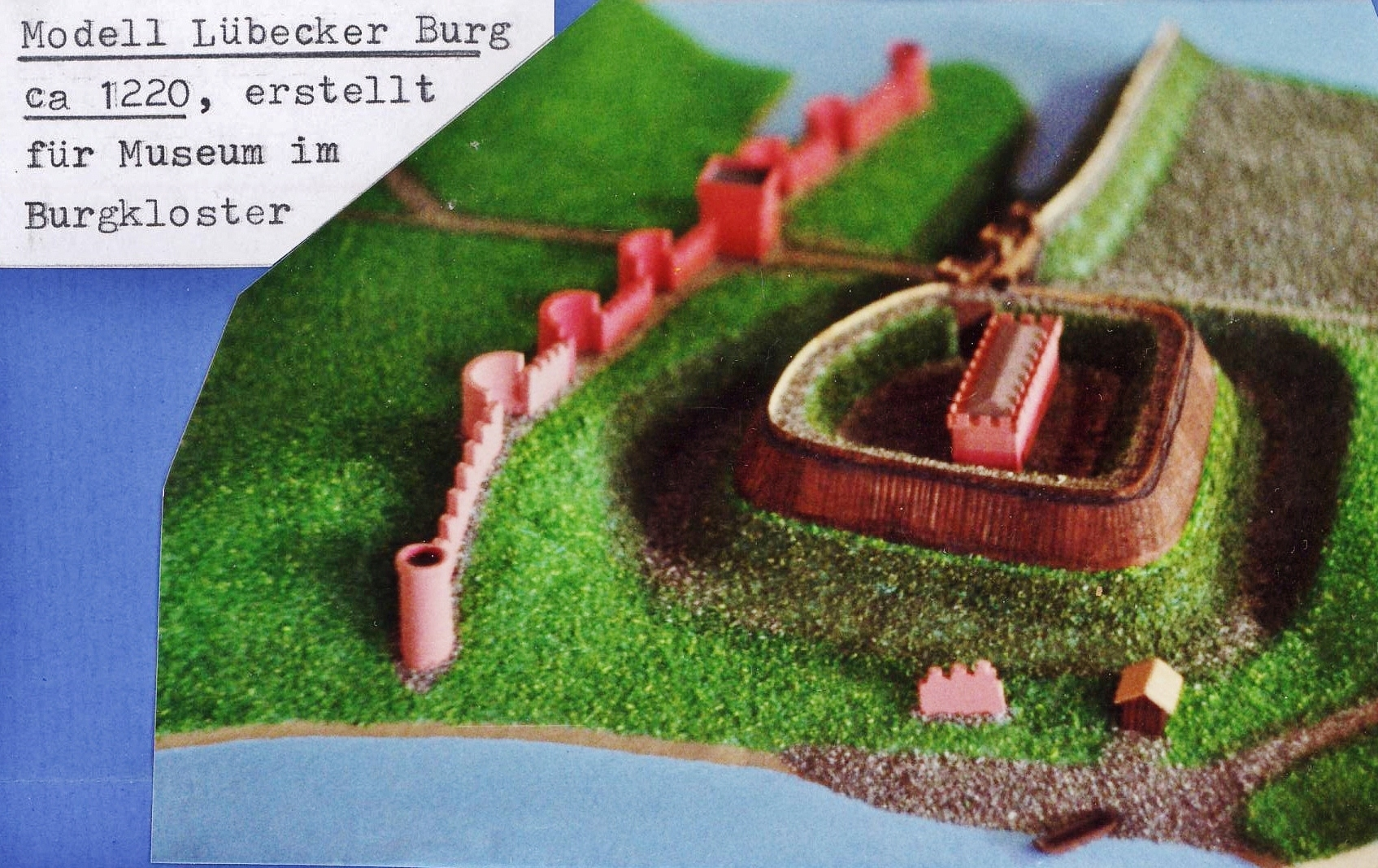
Modelo del castillo de Lübeck alrededor de 1220, antes de que se construyera el monasterio (abajo el río Trave, arriba su afluente, el Wakenitz)

En la estrecha entrada a la península del casco antiguo ya estaba ubicado anteriormente el castillo eslavo de Bucu en el lugar del actual monasterio fortificado. Probablemente se construyó aquí un castillo señorial bajo los condes de Schauenburg en 1143. Después de que los daneses conquistaran Lübeck en 1201, residió aquí como gobernador Alberto de Orlamünde, sobrino del rey danés Waldemar II. En 1221, el castillo y la ciudad catedralicia quedaron unidos a la ciudad civil por una muralla común. Cuando Albrecht von Orlamünde fue capturado en la batalla de Mölln, el pueblo de Lübeck aprovechó la oportunidad, hizo que el privilegio de Barbarroja fuera confirmado por una carta de libertad imperial, en 1226, y demolió el castillo señorial para prevenir una posible reclamación renovada de Adolfo IV de Scheuernburg  al gobierno de la ciudad.

### Monasterio

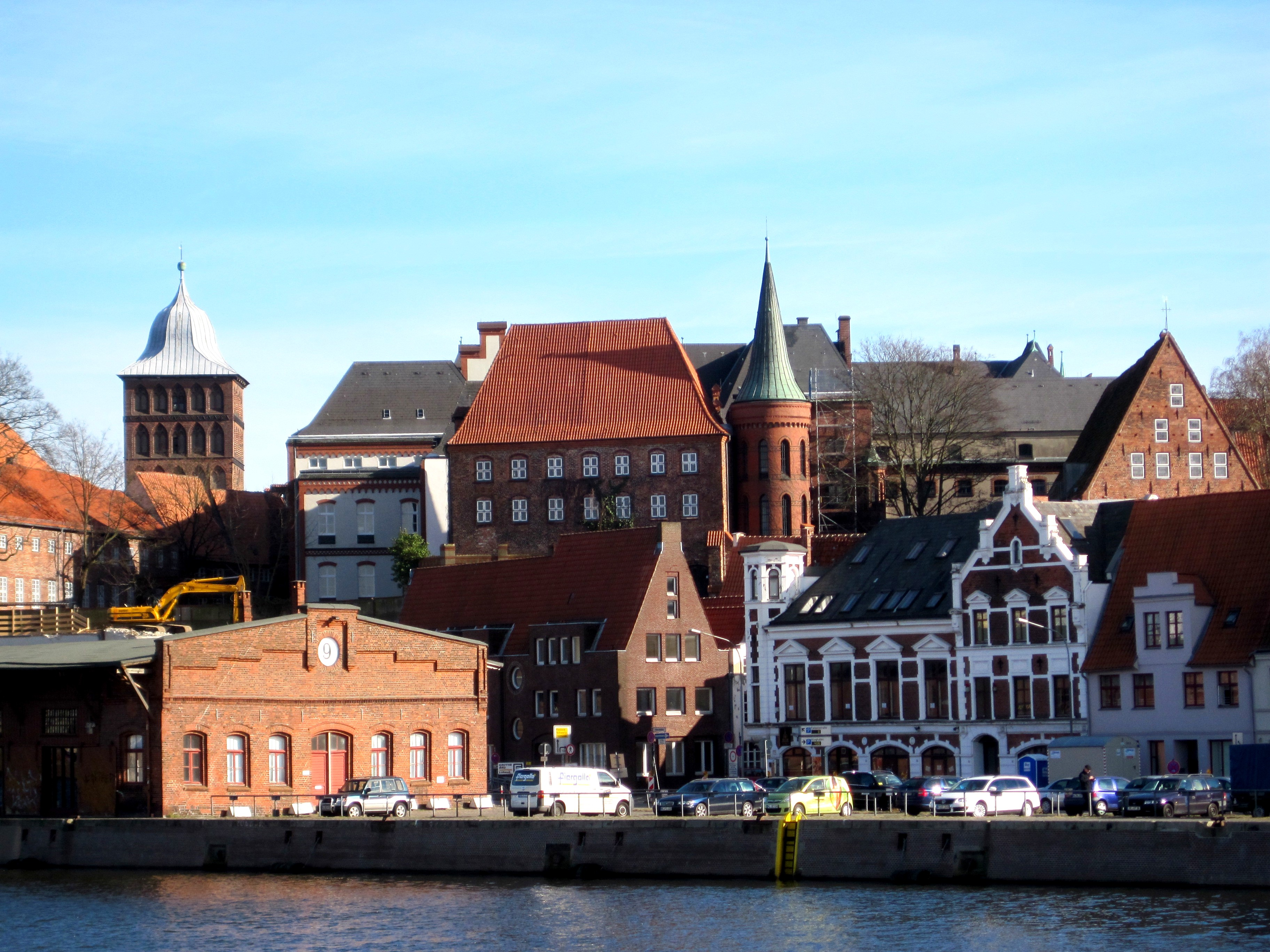
Monasterio del castillo de Lübeck

Como muchas otras iglesias y monasterios en Schleswig-Holstein fundados al mismo tiempo, el Monasterio Dominicano de Lübeck recibió su nombre en memoria de la victoriosa batalla de Bornhöved, que tuvo lugar el día 22 de julio de 1227, onomástico de María Magdalena. En agradecimiento por la victoria sobre los daneses, que se atribuyó a la ayuda de los santos, los habitantes de Lübeck construyeron un monasterio en lugar del castillo y lo entregaron a la Orden de los Dominicos en 1229, con lo cual recibió asiento en Lübeck una segunda orden mendicante, tras la franciscana.
En 1276, fue reconstruido el monasterio tras el incendio de la ciudad. La iglesia del monasterio de Santa María Magdalena también data de esta época. Se trataba de una basílica gótica de ladrillo que fue reconstruida y ampliada varias veces. En torno a 1399-1401, la iglesia recibió un nuevo coro de tres naves con una fachada representativa que daba a la Burgstraße. A lo largo de los siglos, la iglesia fue ricamente decorada.
Importante para la ciudad de Lübeck fue el maestro lector del monasterio, Hermann Korner, autor de la Chronica novella. Otro posible. Otro maestro lector del monasterio, Hermann von Sina, fue posiblemente el autor del Prologus Arminensis.

### Entre la Reforma y la demolición de la Iglesia
Con la introducción de la Reforma en 1531, el monasterio se disolvió. En el edificio se instaló un asilo de pobres. La iglesia se convirtió en una iglesia protestante, pero no en una parroquia. Las capillas laterales pertenecían a las oficinas de los Höppener (cultivadores de lúpulo, jardineros), de los cerveceros y de los criados a caballo o eran capillas funerarias, entre otras para el subrector y bibliotecario Karl Heinrich Lange, el superintendente Johann Gottlob Carpzov, el párroco principal Jakob von Melle y síndico del consejo y preboste de la catedral Johann Scheven . Uno de los predicadores fue de 1584 a 1599 el dramaturgo y crítico de la Fórmula de la Concordia Johannes Stricker . Ya a principios del siglo xvιι se enviaron  objetos de arte del mobiliario a las iglesias de los alrededores, por ejemplo, el Altar de la Virgen María a la iglesia del pueblo de Herrnburg . El último predicador, Gottlieb Nicolaus Stolterfoth, fue fusilado el 6 de noviembre de 1806 cuando los franceses asaltaron Lübeck.  Desde entonces, no se ha celebrado ningún servicio en la iglesia.
La iglesia del monasterio siempre ha tenido problemas de estática. En 1589 se derrumbó el pilar del púlpito, en 1635 una pieza de la bóveda, en 1635 el primer pilar norte y con él todo el primer vano de la bóveda occidental, lo que provocó un extenso trabajo de reparación. Cuando el 13 de marzo de 1818 se derrumbó el segundo pilar de la nave sur con la bóveda, el ayuntamiento decidió, con el consentimiento de los ciudadanos, demoler la iglesia, que no se utilizaba desde 1806. Solo se conservó el muro norte, que colindaba con los edificios del monasterio, y las capillas construidas en él. Al menos las vidrieras se salvaron después de las protestas por el despilfarro del inventario cuando se demolió en 1806 la iglesia del Monasterio de San Juan y Carl Julius Milde puso a salvo algunos de sus altares y las esculturas de piedra de las vírgenes sabias y necias que se encuentran ahora en el Museo de St. Annen. El órgano de Hans Hantelmann, construido en 1713, terminó en la iglesia del monasterio de Rehna, pero no se ha conservado.

### Palacio de Justicia y Museo
Entre 1874 y 1876 se construyó una escuela donde había sido demolida la iglesia. De 1893 a 1896, la estructura del monasterio del castillo sufrió importantes cambios estructurales: la planta superior del recinto fue demolida y reemplazada por una nueva, y el resto de las partes góticas del edificio fueron remodeladas. El complejo recibió una rica fachada neogótica que da a la Große Burgstrasse. La cervecería del siglo xιιι y el edificio frontal de la Marstallschmiede, con su doble gablete renacentista del siglo XV, fueron demolidos en 1894 para la nueva construcción del palacio de justicia. En esta forma, el monasterio del castillo sirvió como juzgado hasta 1962. Parte del edificio que da a la Große Burgstrasse alberga ahora la Oficina Estatal de Servicios Sociales.

Fachadas de los edificios demolidos en la Burgstraße de sur a norte:
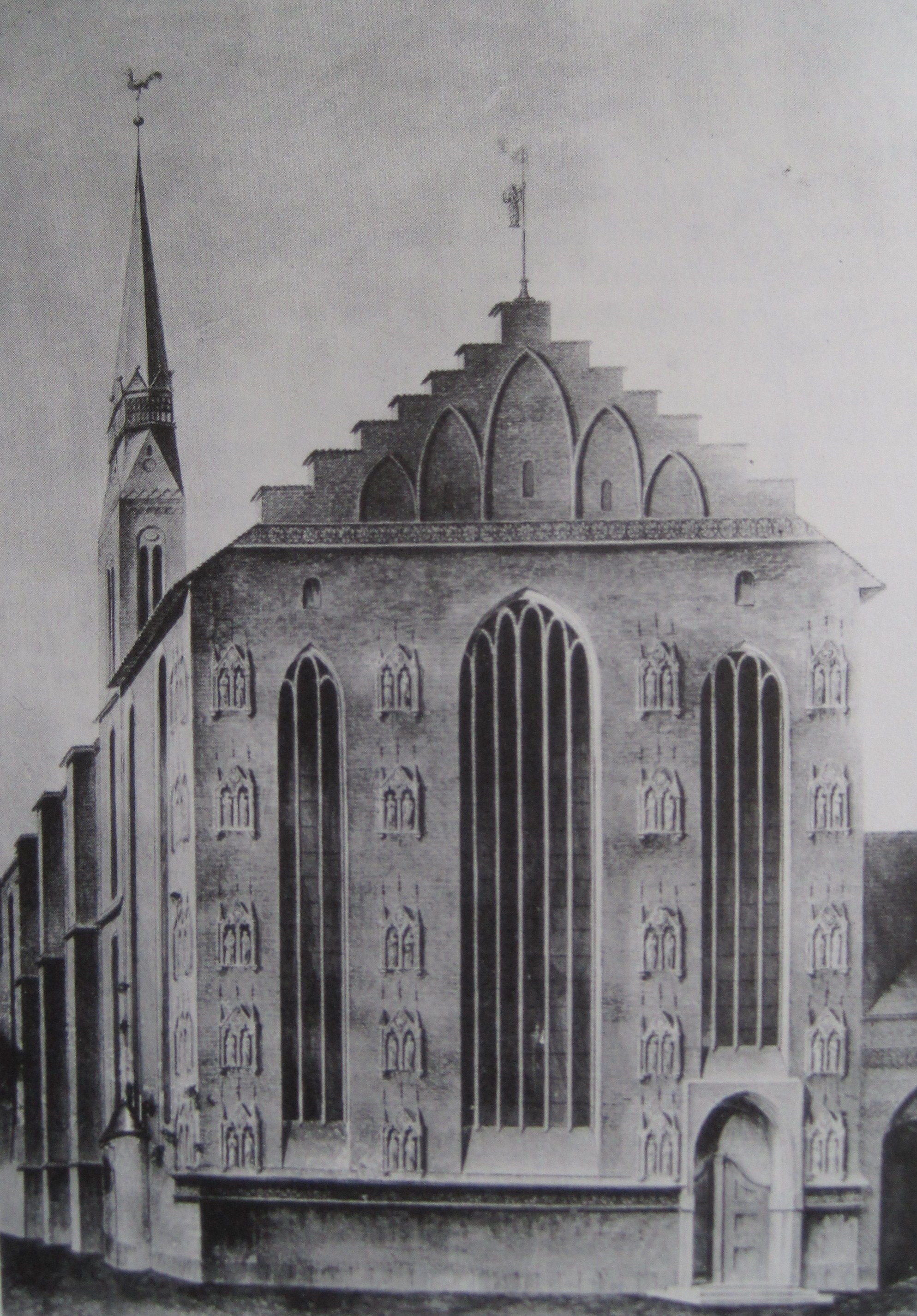
Fachada del coro oriental de la iglesia del castillo
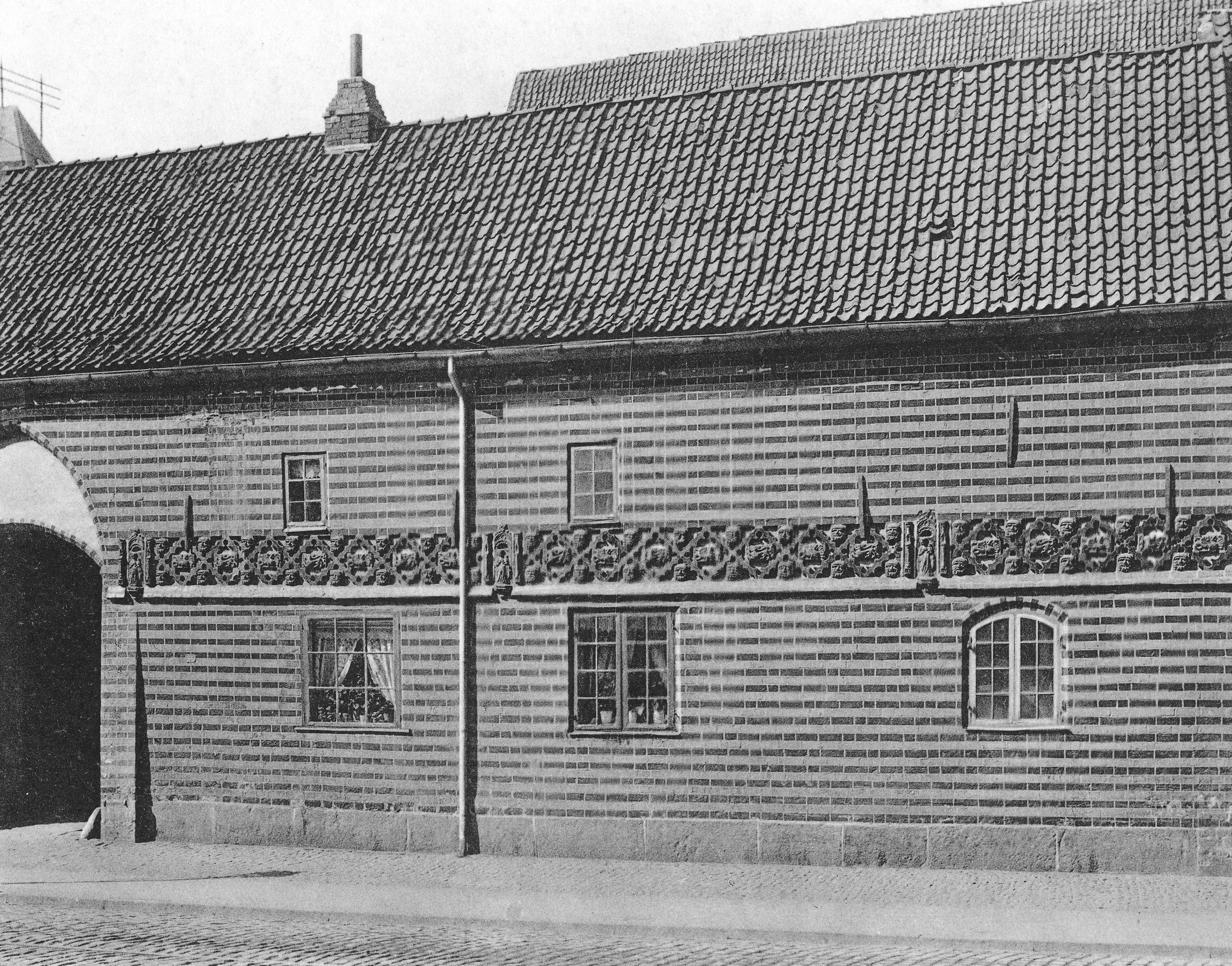
Cervecería del monasterio del castillo del siglo xιιι con frisos de terracota
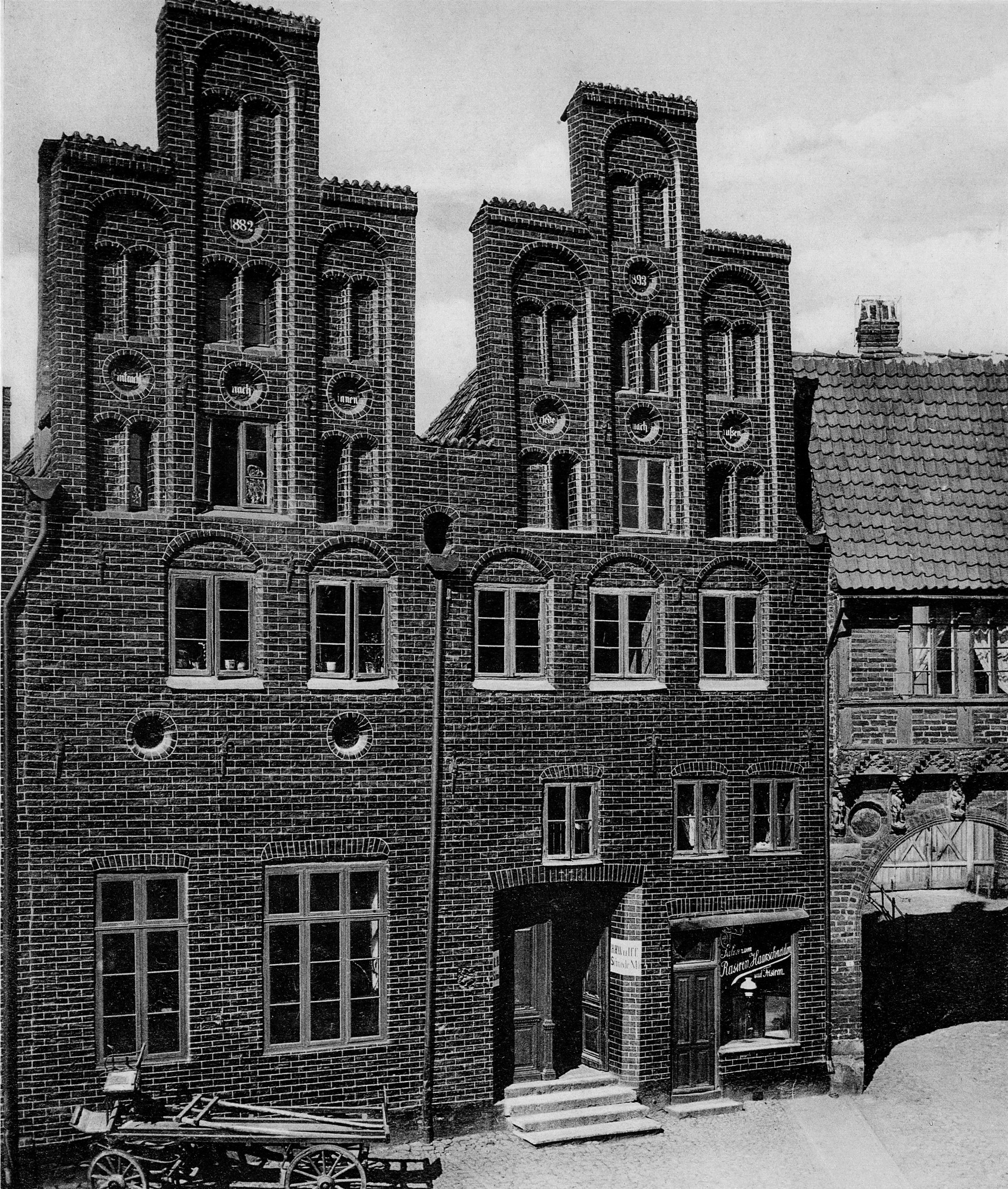
Fachada del edificio de la herrería del s. xv, tras la última renovación en 1882

Desde 1976, se han dejado al descubierto los componentes medievales, el edificio ha sido rediseñado para fines museísticos y se ha dotado de un vestíbulo moderno. Desde julio de 2005 hasta finales de 2011, la casa de confesión gótica de ladrillo del Burgkloster albergó el Museo de Arqueología de Lübeck. El Tesoro de Monedas de Lübeck estaba expuesto en el sótano del edificio. Por lo demás, el edificio fue utilizado como foro cultural y sala de arte por la Fundación Cultural de la Ciudad Hanseática de Lübeck hasta finales de 2011.
En el curso de la creación del Museo Hanseático Europeo, el Museo de Arqueología de Lübeck se disolvió y las instalaciones del monasterio del castillo se incorporaron al nuevo museo, inaugurado en 2015.

## Construcción y equipamiento

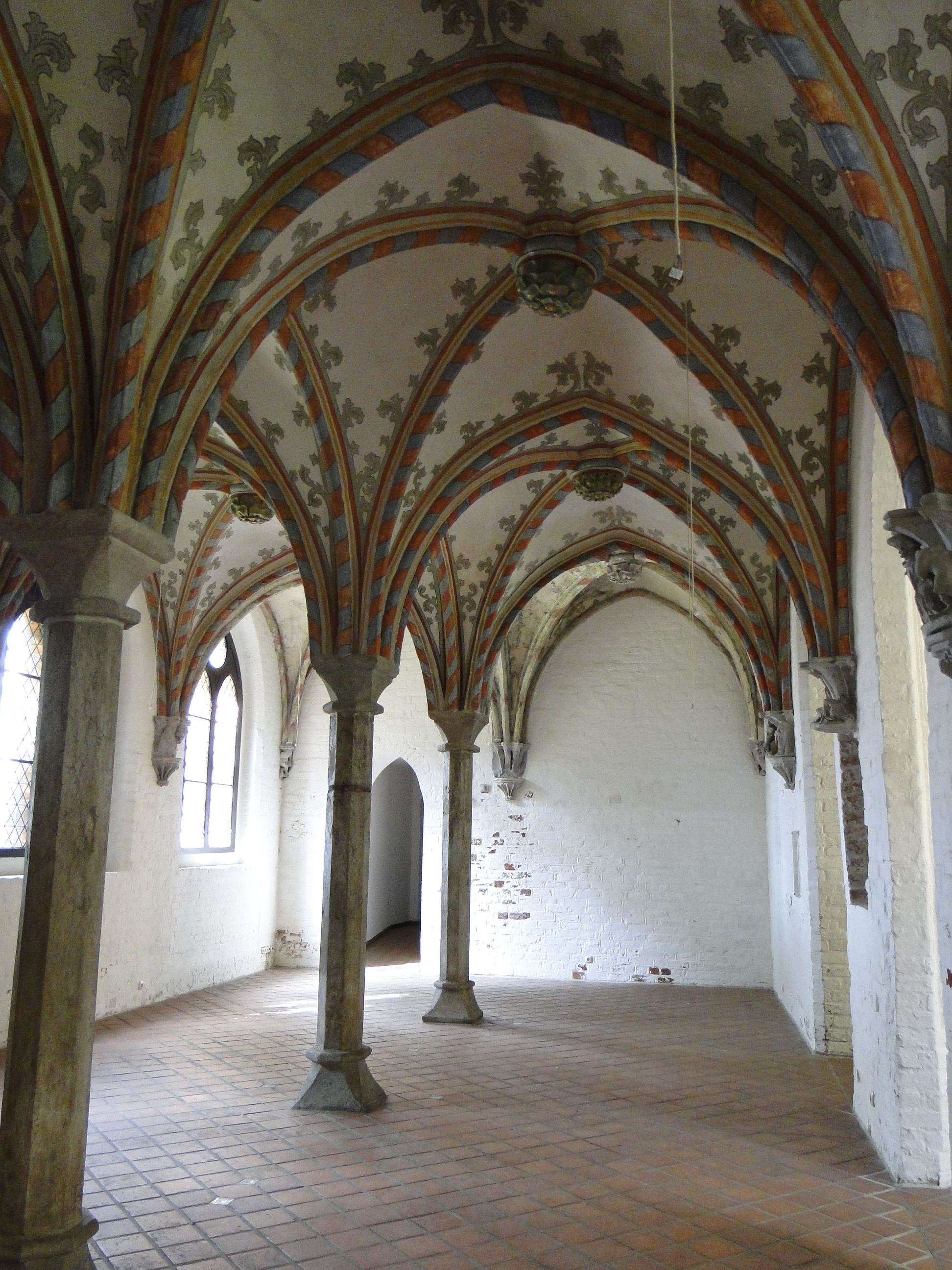
Casa Capitular
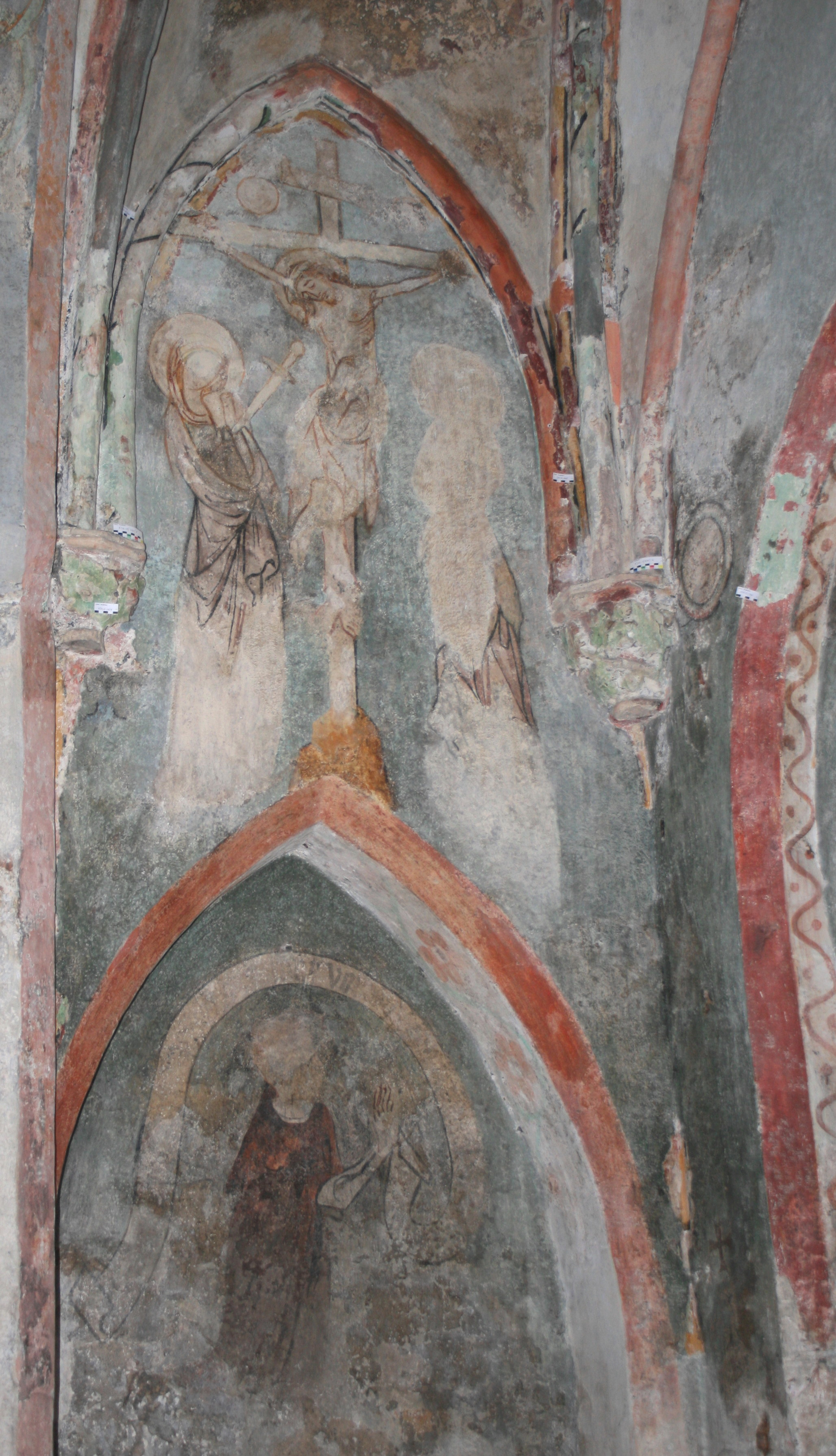
Fresco en una capilla lateral de la Iglesia Maria Magdalenen
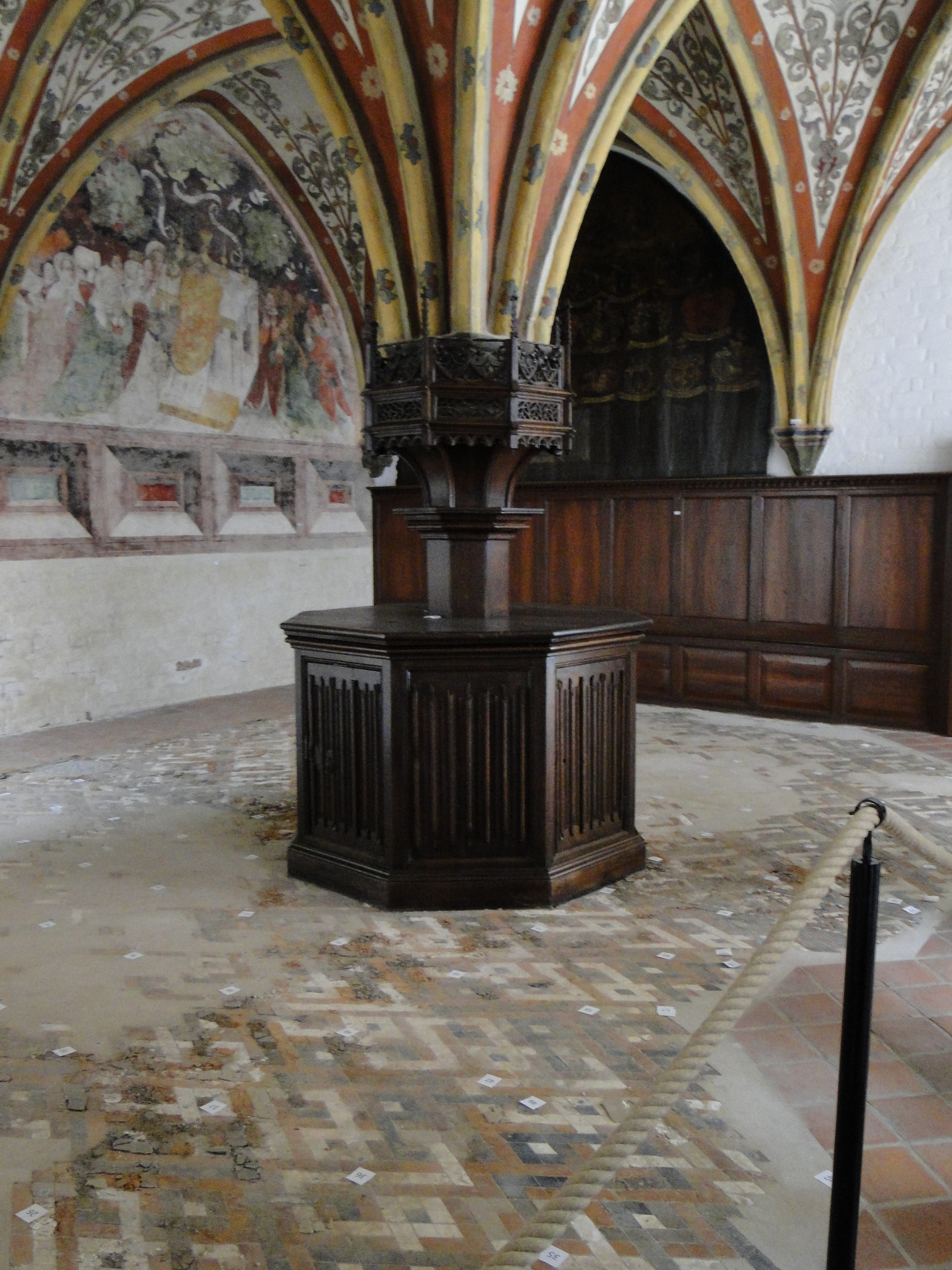
Sacristía con pinturas medievales y neogóticas
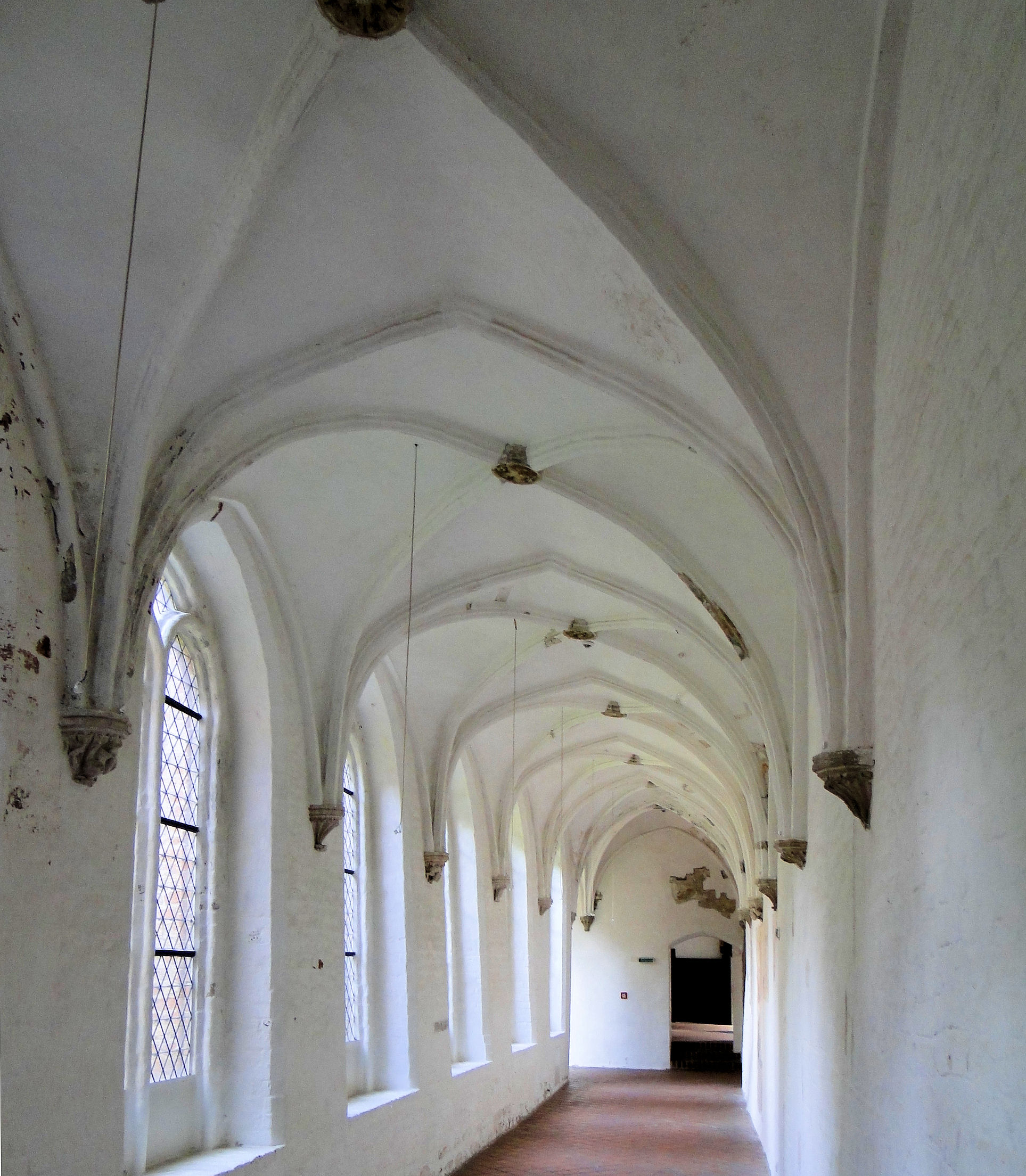
Claustro

Tras años de renovación, el monasterio del castillo consta hoy del claustro de cuatro alas, la sala capitular en el ala oeste, la sacristía y el refectorio de invierno en el ala este y el refectorio de verano en el ala norte, así como otras dos edificios, el hospital y la casa de confesiones . Es el mayor complejo monacal de alto gótico en el norte de Alemania y un monumento arquitectónico sagrado de rango europeo.

La parte más antigua es la sala abovedada de dos naves del refectorio de verano, que ocupa todo el sótano del ala norte. Posiblemente sea un resto del castillo. Los pilares tienen formas del tardorománico, mientras que el claustro, la sala capitular de dos naves contigua al oeste, así como la sacristía y el refectorio de invierno del ala este fueron construidos en estilo gótico después del incendio de la ciudad. Al sur del claustro se encontraba la iglesia del monasterio demolida, de la que solo quedan unas pocas capillas laterales. Los pisos superiores de las alas no se han conservado; fueron víctimas de la remodelación de finales del siglo xιx. También hay otros dos edificios del monasterio del siglo xιv, que se encontraba en el exterior del recinto, la casa de la confesión, de la que sólo se conservan los muros exteriores, y el hospital, cuya función original se desconoce. El monasterio del castillo contiene numerosas esculturas de piedra, a menudo como piedras de consola y claves de bóveda. La consola y las piedras angulares del refectorio de invierno son de estilo suave (Weicher Stil) del gótico tardío y se atribuyen al escultor de Lübeck, Johannes Junge . Algunas salas, como la sacristía y el hospital, conservan los suelos de mosaico medievales. Varios frescos han sobrevivido de los siglos del monasterio, siendo especialmente bella la representación de la misa de San Gregorio en la sacristía.

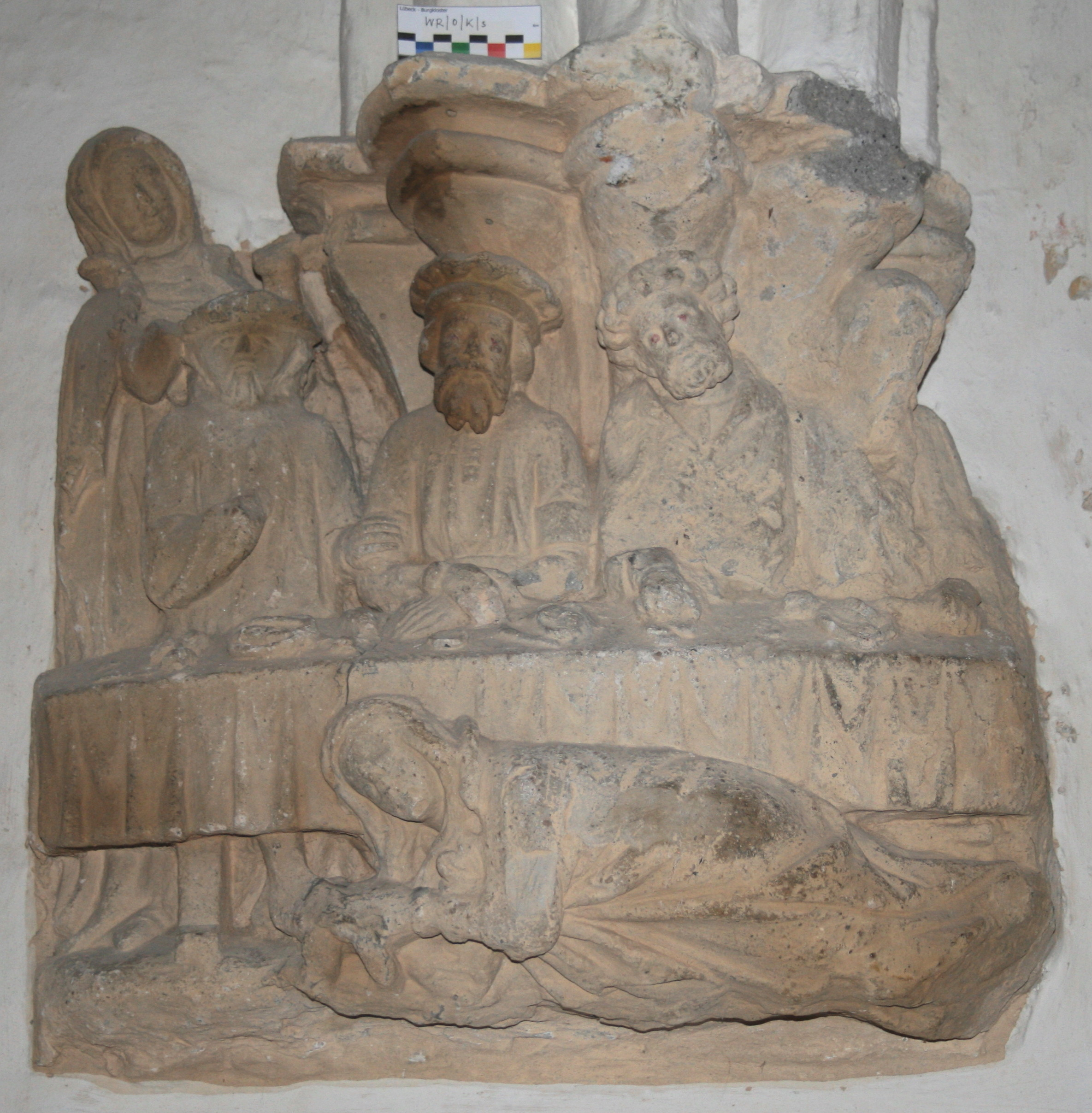
Consola abovedada del refectorio de invierno (María Magdalena lava los pies de Jesús)
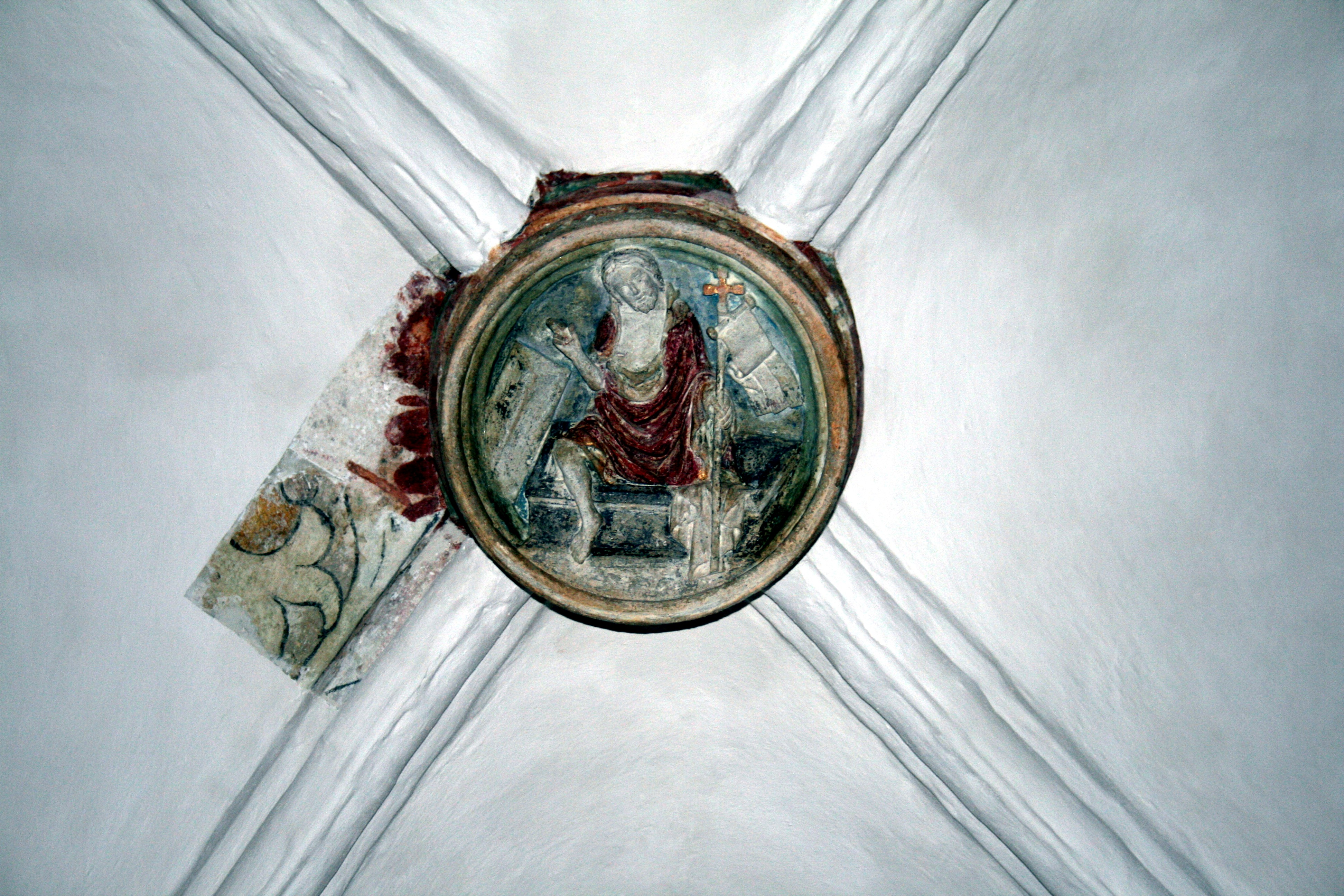
Piedra angular de la bóveda (Cristo resucitado)
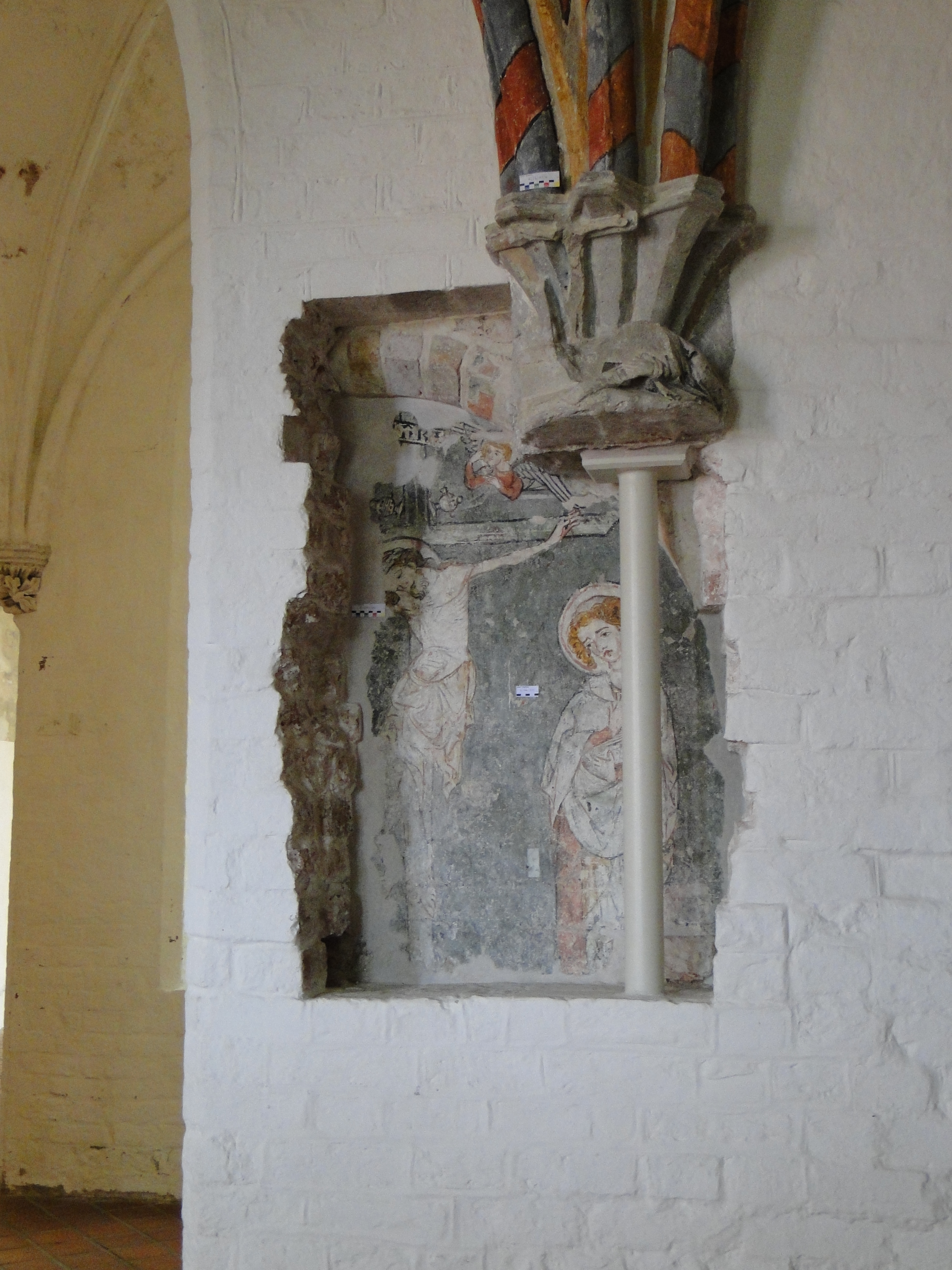
pintura redescubierta y consola abovedada en la sala capitular
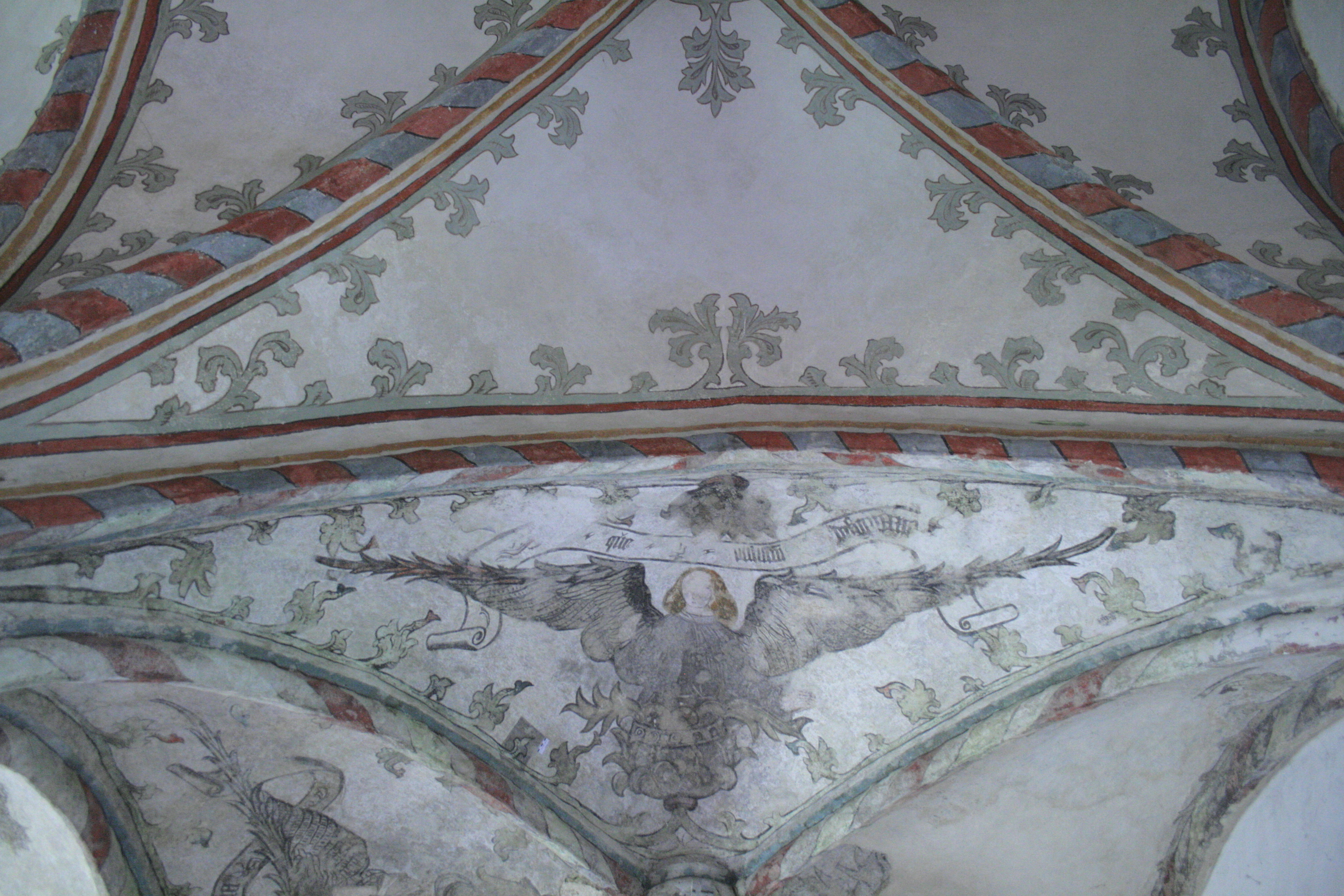
Bóveda de la sala capitular con pinturas de diferentes épocas
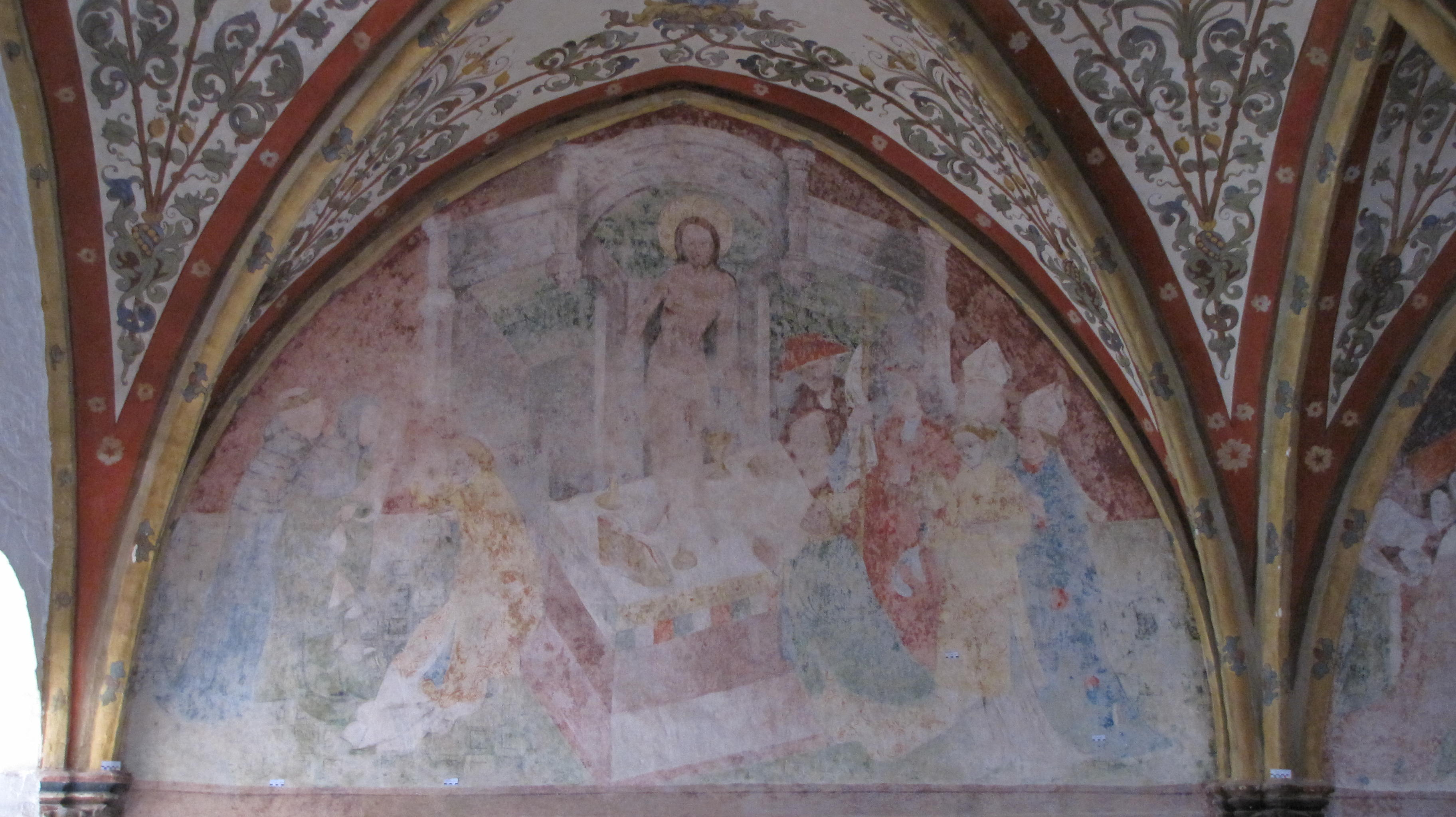
Fresco (Misa de San Gregorio) de la sacristía

Durante el período de uso como asilo de pobres, el monasterio fue remodelado. La sacristía, entonces lugar de reunión de los directores del asilo de pobres, fue revestida con paneles de madera con las escudos de los mismos desde 1640 hasta 1796. De la remodelación a palacio de justicia, se han conservado dos celdas en el ala norte del nuevo piso superior y una sala de audiencias con claraboya en el ala este. También hay pinturas neogóticas, por ejemplo en la sacristía.
En el jardín del monasterio hay un molde de bronce de la artista estadounidense contemporánea Kiki Smith: la estatua de María Magdalena está completamente cubierta de vello excepto la cara, los senos y el vientre.